# Pseudomorpha caribbeana
Pseudomorpha caribbeana är en skalbaggsart som beskrevs av Darlington. Pseudomorpha caribbeana ingår i släktet Pseudomorpha och familjen jordlöpare. Inga underarter finns listade i Catalogue of Life.